# ソノマ・レースウェイ
ソノマ・レースウェイ（Sonoma Raceway）は、アメリカ合衆国カリフォルニア州のソノマにあるサーキット。
開業時から2001年までは「シアーズ・ポイント・レースウェイ」、インフィニオン・テクノロジーズがスポンサーを務めた2002年から2012年5月までは「インフィニオン・レースウェイ」と呼ばれていた。NASCARカップ・シリーズやインディカー・シリーズ、世界ツーリングカー選手権(WTCC)の開催地のひとつとなっている。

## コースレイアウト
コースはインディカー・シリーズ用、NASCARスプリントカップシリーズ用、そしてWTCCで使用されるものの3種類のレイアウトをもつ。
インディカーでは第3ターンを抜けた後第4ターンは右に曲がり、インフィールドセクションへと向かう。最終ターン前のヘアピンは手前側の物が使用される。NASCARではシュートと呼ばれるセクションが使用され、インフィールドセクションはショートカットされる。